# Германи
Германи обухватају велику, језички и племенски сродну групу индоевропских народа, чија је прадомовина била јужна Шведска, Данска, Шлезвиг-Холштајн и Севернонемачка низина (између реке Везера и Одре).
Из тог подручја су се многобројна племена већ у праисторијско време поступно ширила на исток до реке Висле, на запад до реке Рајне, а на југ до Мајне, спуштајући се чак и до Дунава и Карпата.

## Опис и устројство
Германи су били високог раста, плаве или риђе косе, плавих или зелених очију и светлог тена. Били су варвари и иако нису били номадска племена често су мењали своје боравиште с циљем проналажења боље земље. Нису образовали градове, а бавили су се углавном пољопривредом, сточарством и ловом. Били су организовани по родовима од сто породица (  са 400—1.000 а понекад и до 2.000 људи). Род је био основна друштвена, али и ратно-тактичка јединица. Сви чланови рода су били слободни људи и живели у истом селу и обрађивали земљу и својина је била заједничка. Заповедник рода (hunno —„стотинар”) у миру је био поглавар а у рату вођа стотине (није означавало сто људи већ само неки већи број).
Више родова сачињавало је племе, на чијем је челу био заповедник, који је био биран од народног сабора и који је имао највишу власт и који је одлучивао о ратним подухватима. Плен се делио равномерно. За оне који су били током рата непослушни и они који би слабили војну дисциплину, била је предвиђена казна бичевањем и везивањем а и смрћу. Већину војних снага германских племена су чинили пешаци, али су племена имала и врло добро коњицу за извиђање, крстарење и препаде из заседе. Источни Германи, који су живели у руским степама, су развили снажну коњицу.
Касније, су се у оквиру племена издвојиле породице поглавара и вођа који су се показали у рату, а који су из плена и поклона повећали своје богатство и на тај начин могли да уздржавају своју пратњу (дружину). Из тих породица обично су се бирали кнежеви (лат. principes) — први германски властелини, који су током мира судили, а током рата заповедали племенима. Међу кнежевима је за ратне походе биран војвода.
Германска племена су била многобројна. Тацит је познавао око 60 различитих германских племена. Ипак, нека од најпознатијих су: Кимбри, Тевтонци, Англи, Саксонци, Бургунди, Готи, Амброни, Свеви, Батави, Убијци, Трибоци, Немети, Вангиони, Сугамбри, Узипети, Тенктерани, Херусци, Маркомани, Квади, Хати, Батави, Фрижани итд.

## Покрети германских племена (3. и 2. веку п. н. е)
У 3. веку п. н. е. западна германска племена прелазе средњу и доњу Рајну, мешају се са староседеоцима Келтима на Моселу и у Белгији и прихватају јачу галску културу. Око 200. п. н. е. источна племена (Бастарни, Скири, а делом и Гепиди продиру с Висле до обале Црног мора, где се мешају са азијатским и словенским народима.
У 2. веку п. н. е. северна германска племена, Кимби и Тевтонци напуштају своје подручја на Јитланду и Кимбри упадају 113. п. н. е. у римску провинцију Норик а Тевтонци у Галију. Током ових својих продора Кимбри и Тевтонци су потиснули Келте са Мајне и некара у данашњу Швајцарску. После многобројних сукоба Римљана са германским племенима (битка код Араузија), Гај Марије је успео да победити Тевтонце и Амброне код Акве Секстије 102. п. н. е. и уништити Кимбре у горњој Италији код Верцела 101. п. н. е.
Данашњу јужну Немачку запоседају Свеви, док се Батави насељавају на ушћу Рајне, Убијци код града Келна, а Триботи Немети и Вангиони на средњој Рајни. Свеви су под краљем Ариовистом 72. п. н. е. прешли горњу Рајну и населили данашњи Елзас и Фалачку.
У овом раздобљу даља продирања германских племена заустављена су у галским ратовима у којима су Римљани покорили и победили Германе под заповедништвом Цезара.

## Покрети германских племена (1. век п. н. е. и 1. века н. е)
Пред крај 1. века п. н. е., 16. п. н. е. германско племе Сугамбри су прешли Рајну и поразили римске легије под Лолијем и удружили се са другим оближњим германским племенима с циљем продора у Галију. Како би спречио и отклонио опасност с Галије, цар Август је одлучио преместити лимес са реке Рајне на Елбу. После трогодишњих сукоба римски заповедник Друз покорава Хате, Херуске, Хауке и Сугамбре, док се Свеви (Маркомани и Квади) повлаче и насељавају област данашње Чешке и Моравске.
Римски војсковођа а касније и цар Тиберије је без потешкоћа покорио германска племена до Елбе и основао нове римске провинције, чија је организација међутим наишла на отпор код слободних германских племена. Херуски кнез Арминије је потајно скупио средња и доња племена и из заседе поразио три римске легије 9. године код Теутобуршке шуме. Овом победом је враћена независност Германа упркос покушају (14—17. године) Германика да је сломи. Римљани су се повукли на реку Рајну и утврдили лимес.
Раздор и унутрашњи сукоби између Арминија и маркоманског краља Маробода, исцрпили су у међусобном сукобу (17—19. године) своју снагу и на тај начин спријечили сами себе да потпуно потисну Римљане из Германије. Западна германска племена су запала под Римско царство, у провинције Германиа супериор и Германиа инфериор, док су племена дуж ове границе добровољна ушла у војну службу Рима.
У овом раздобљу племена су се делила на три велике групе:
- Истевони — на доњој Рајни (Батави, Тонгри, Тенктерани, Узипети, Хамави, Тубанти, Сугамбри, Бруктери, Марзи и Хати)
- Ингевони — на обали Северног мора (Фрижани, Хауци, Херусци, Англи)
- Хермиони — највећа група (Свеви, Хермундури, Маркомани, Квади, Лангобарди, Ругијци, Вангиони, Немети, Трибоки, Готи, Бургунди и Вандали)

## Покрети германских племена (од 2. века)
Иако су прешли у одбрану, Римљани нису успели дуго да очувају границе лимеса од напада и упада германских племена, који су притиснути продорима других народа били присиљени да траже боље и веће области за живот. Па су тако 166. године Маркомани и Квади упали дубоко преко Дунава у римско подручје, све до Аквилеје. Опасност по царство је наступила половином 3. века, када се удружују бројна германска племена у јаке војне савезе. Римско је царство, у слабљењу, било принуђено да дозволи племенима као федератима (обавезним на војну службу и очување границе) насељавање на римском подручју. Маркомани улазе у Норикум и Панонију. Тада се појављују и нова племена као што су Гали, Алемани, Франци и Саси.
- Алемани продиру прво са Мајне на лимес а касније и у Галију, где их Јулијан Апостата 357. године у бици код Аргенторатума (данашњег Стразбура) побеђује. Алемани су се касније у 5. вијеку, искористивши продор Вандала и Свева, населили на левој обали Рајне и проширили на данашњу француску покрајину Алзас.
- Франци се као федерати насељавају у 4. вијеку у северној Галији и оснивају своју државу, првобитно као римски федерати, а од 486. године као потпуно независни.
- Источно-германски Готи, су се учврстили на северној обали Црног мора, а од почетка 3. вијека упадају у Дакију. Цар Аурелијан им 272. године препустио Дакију и постигао на даље вријеме стабилност и мир на граници. Готи су се сјеверно од Дунава поделили на Визиготе и Остроготе. Готи су сузбили Вандале 335. године и цар Константин им одобрава да се населе у Панонији као федерати. Хуни су 375. године својим продором из Азије лако савладали Остроготе на Црном мору и присилили их да заједно с њима судјелују у ратним походима на западу. Визиготи, потиснути и с одобрењем цара Валенса насељавају се као федерати у Тракији и Мезији, где бране границе Рима од Хуна. Но, кад је царство одбило да их плаћа, побуњују се и продиру на Балкан, а 401. године прелазе у Италију а 419. године у Галију где се насељавају у Аквитанији као федерати. Одвајају се у 5. веку од Рима и стварају моћну државу која обухвата простор од Гибралтара до Лоаре. Поразом од Франака код Вујеа (507. године), власт Визигота се смањује на Септиманију и Шпанију. После распада хунске државе (453. године), Остроготи поновно стичу независност и насељавају се у Панонији, откуда су под заповједништвом краља Теодорика 488. године упадају у Италију, обарају узурпатора Одоакра и 493. године стварају моћну Остроготску државу, која бива 553. године поражена у византијско-готском рату од Византије.
- Вандали у савезу са Аланима и Свевима, прешли су 406. године у Галију и Шпанију, откуда су их Визиготи протерали у северну Африку, гдје су основали своју државу. Године 440. су освојили Сицилију, 455. године упали у Италију и опљачкали Рим. Вандалску државу уништио је византијски заповједник Велизар 534. године у Вандалском рату и Вандали су нестали у Африци.
- Лангобарди су са доње Елбе крајем 4. века кренули на југ и заједно са Херулима су се настанили на Карпатима, око горњег тока реке Тисе, откуда су 546. године прешли у Панонију. У савезу са Аварима су покорили Гепиде, а под заповједништвом краља Албоина су 568. године освојили већи део Италије и основали Ломбардију са седиштем у Павији. Њихову владавину окончао је Карло Велики 774. године у франачко-лангобардским ратовима.
- Бургунди су се средином 3. века преселили на гоњу Мајну, откуда су због притиска Вандала и Свева 406. године прешли у Галију. Намесник Аеције их је 437. године потиснуо у Савоју, где су се проширили дуж ријеке Роне и населили цијелу југоисточну Галију осим Прованце. Године 532. су пали под франачку власт.
- Англи и Саси су са Јиландског полуострва у 4. веку узнемиривали римске јединице на обалама Британије и Галије, а од 419. године се насељавају у Британији.
- Бавари или Бајовари (Баварци), потомци Маркомана, населили су се (488—520. године) на подручју између реке Ин и Емс, а онда се проширили до реке Лех, а сјеверно од Дунава до Чешке шуме, побиједивши Тиринжане, коју су били населили ту област уместо Хермундура.

Германске државе, засноване на рушевинама Западног римског царства изван провинције Германије, поступно су романизиране, а германски су остали Скандинавија, Британија и подручје између Северног и Балтичког мора, Алпа, Рајне и Елбе, од којег ће у 10. веку настати Немачка.

## Религија
Германи се у верском смислу деле на:
- 1. протестанте — Немци, Британци, Фризи, Норвежани, Данци, Швеђани, Исланђани, Ферјарци и делом Холанђани
- 2. католике — Аустријанци, Луксембуржани, Фламанци, Швајцарци, Лимбуржани и делом Холанђани